# Jordan Adéoti
Jordan Souleiman Adéoti (* 12. März 1989 in L’Union, Frankreich) ist ein beninischer Fußballspieler.

## Karriere

### Verein
Jordan Adéoti begann seine Laufbahn als Fußballprofi in seinem Geburtsland Frankreich in der Spielzeit 2007/08 bei US Colomiers, wo er bis zum Ende der Saison 2011/12 insgesamt 109 Partien absolvierte und dabei zwölf Tore erzielte. Es folgten drei jeweils mehrjährige Gastspiele bei den französischen Klubs Stade Laval und AJ Auxerre in der zweiten Liga sowie dazwischen bei SM Caen in der ersten Liga. Im Jahr 2020 spielte er kurzzeitig bei Sarpsborg 08 FF in der norwegischen Eliteserie, kehrte dann aber nach Frankreich zurück – erst zum FC Annecy und anschließend für ein zweites Engagement zu Stade Laval.

### Nationalmannschaft
Adéoti kam zwischen 2012 und 2021 für die beninische Fußballnationalmannschaft zum Einsatz. Insgesamt absolvierte er 44 Partien, in denen er ein Tor erzielte.